# Felicjan Szopski
Felicjan Szopski (5. června 1865 Krzeszowice – 28. září 1939 Varšava) byl polský skladatel, klavírista, pedagog a hudební kritik.

## Život
Felicjan Szopski se narodil 5. června 1865 v Krzeszowicích v Malopolském vojvodství. V roce 1885 přišel do Krakova a studoval u Władysława Żeleńského. Pokračoval u Zygmunta Noskowského ve Varšavě. Studium uzavřel v Berlíně, kde byl jeho učitelem Heinrich Urban a v Lipsku u Hugo Riemanna.
V letech 1893–1907 působil jako profesor na konzervatoři v Krakově a poté na Vysoké škole hudební ve Varšavě. Mezi jeho žáky byli např. Kazimierz Sikorski a Bolesław Woytowicz. Od roku 1918 pracoval ve státní správě a jako recenzent spolupracoval s varšavskými a krakovskými deníky. V roce 1929 odešel do důchodu a věnoval se pouze kompozici.
Zemřel ve Varšavě 28. září 1939. Je pochován na hřbitově evangelické reformované církve.

## Dílo

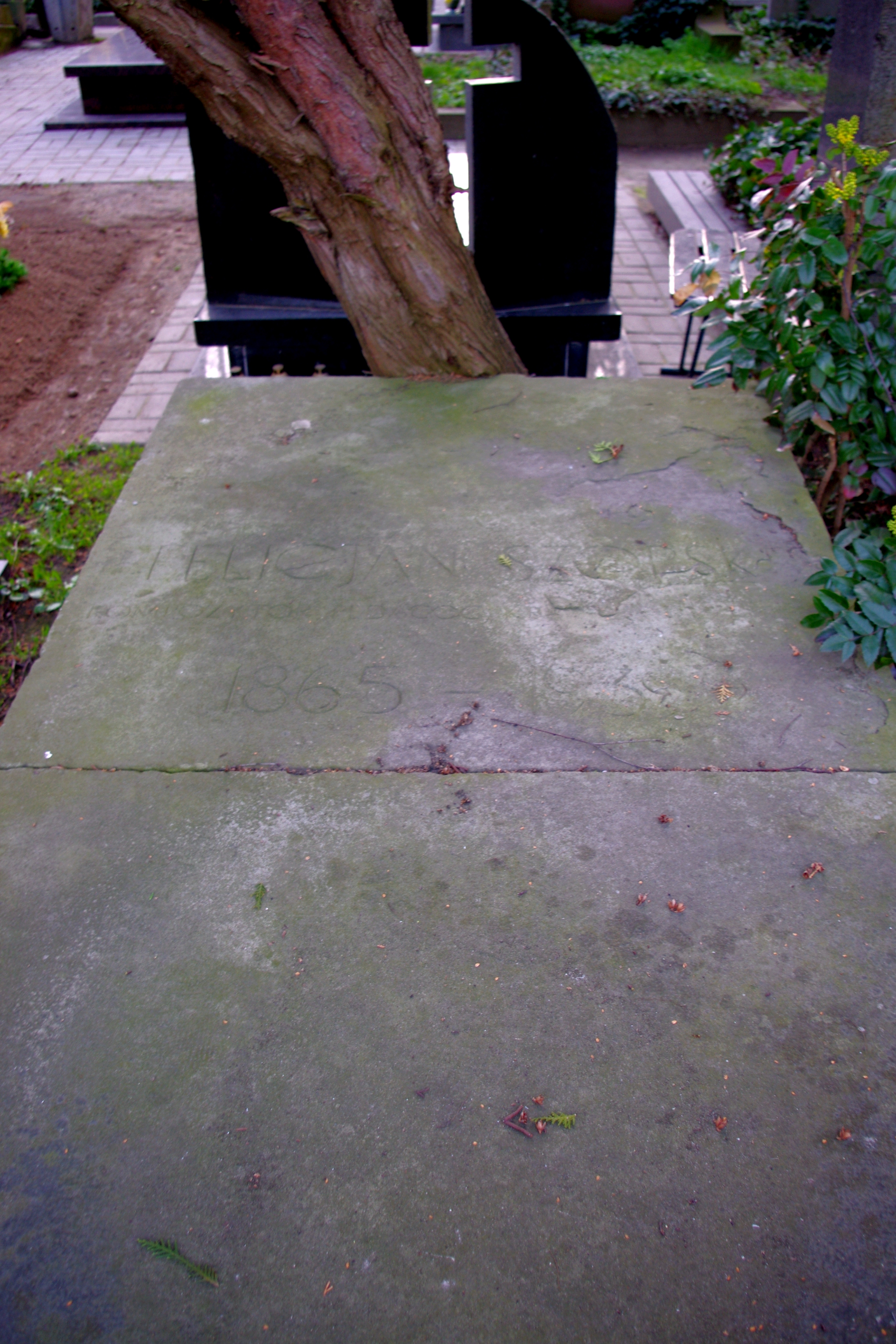
Hrob skladatele.

Komponoval spíše drobnější skladby pro klavír, písně a sbory. Z orchestrální hudby je známé jeho Symfonické preludium. Je autorem dvou oper, z nichž byla provedena pouze opera Lilie. Napsal rovněž monografii skladatele Władysława Żeleńského.
Opery
- Eros i Psyche (opera podle dramatu Jerzyho Żuławského, partitura ztracena, 1915)
- Lilie (opera o třech jednáních, libreto Henryk Zbierzchowski a Felicjan Szopski podle balady Adama Mickiewicze, 1916, Varšava)

list home